# Thomas Laclaverie
Thomas Laclaverie est un homme politique français né le 9 mai 1765 à Lachapelle (Tarn-et-Garonne) et mort le 20 janvier 1837 à Lavit (Tarn-et-Garonne).

## Biographie
Fils de Jean-Louis Laclaverie, député aux États-généraux, il est avocat et juge de paix. Il est élu député du Gers au Conseil des Cinq-Cents le 28 germinal an VII. Il est nommé juge suppléant au tribunal de Lectoure en 1800.